# Vierstromenfontein

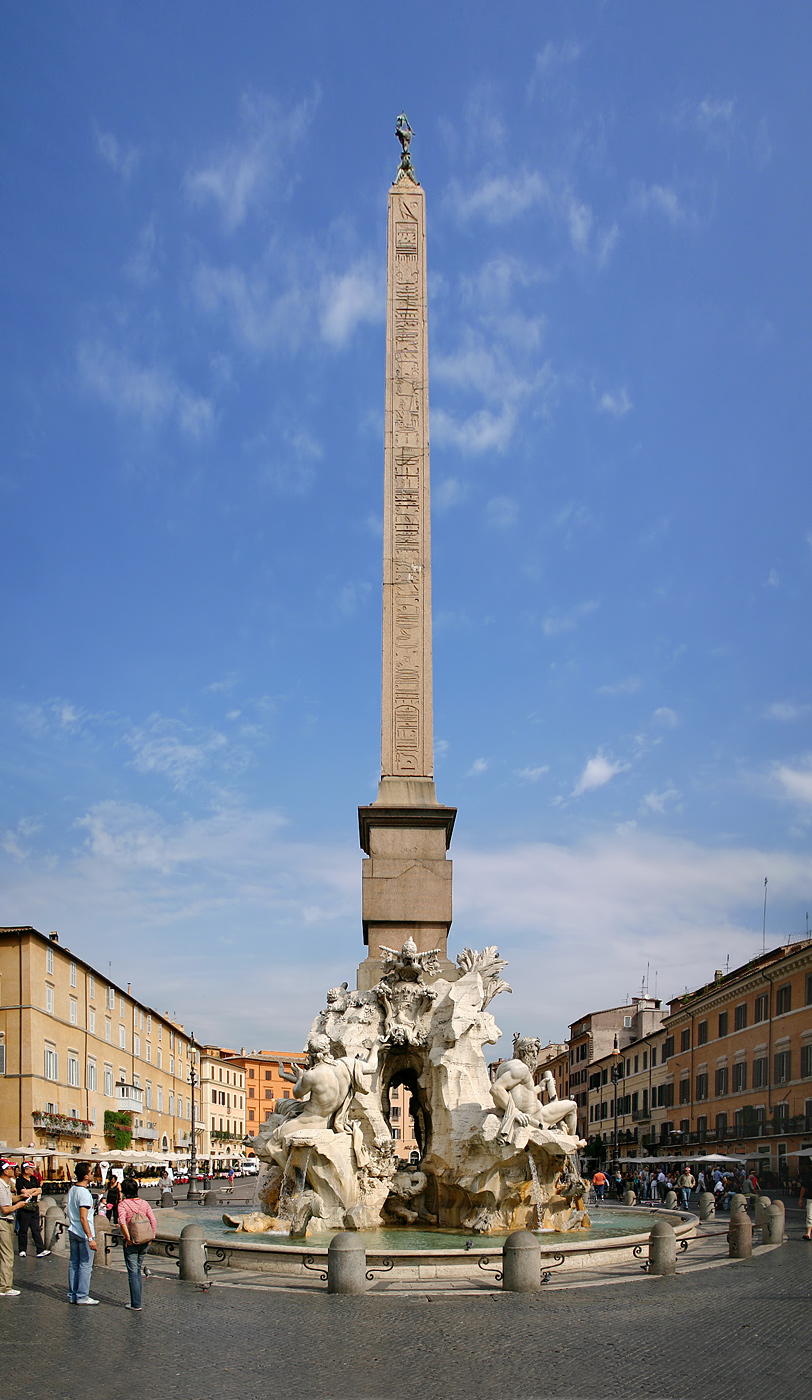
De Vierstromenfontein (fontana dei Quattro Fiumi) van Gian Lorenzo Bernini op Piazza Navona

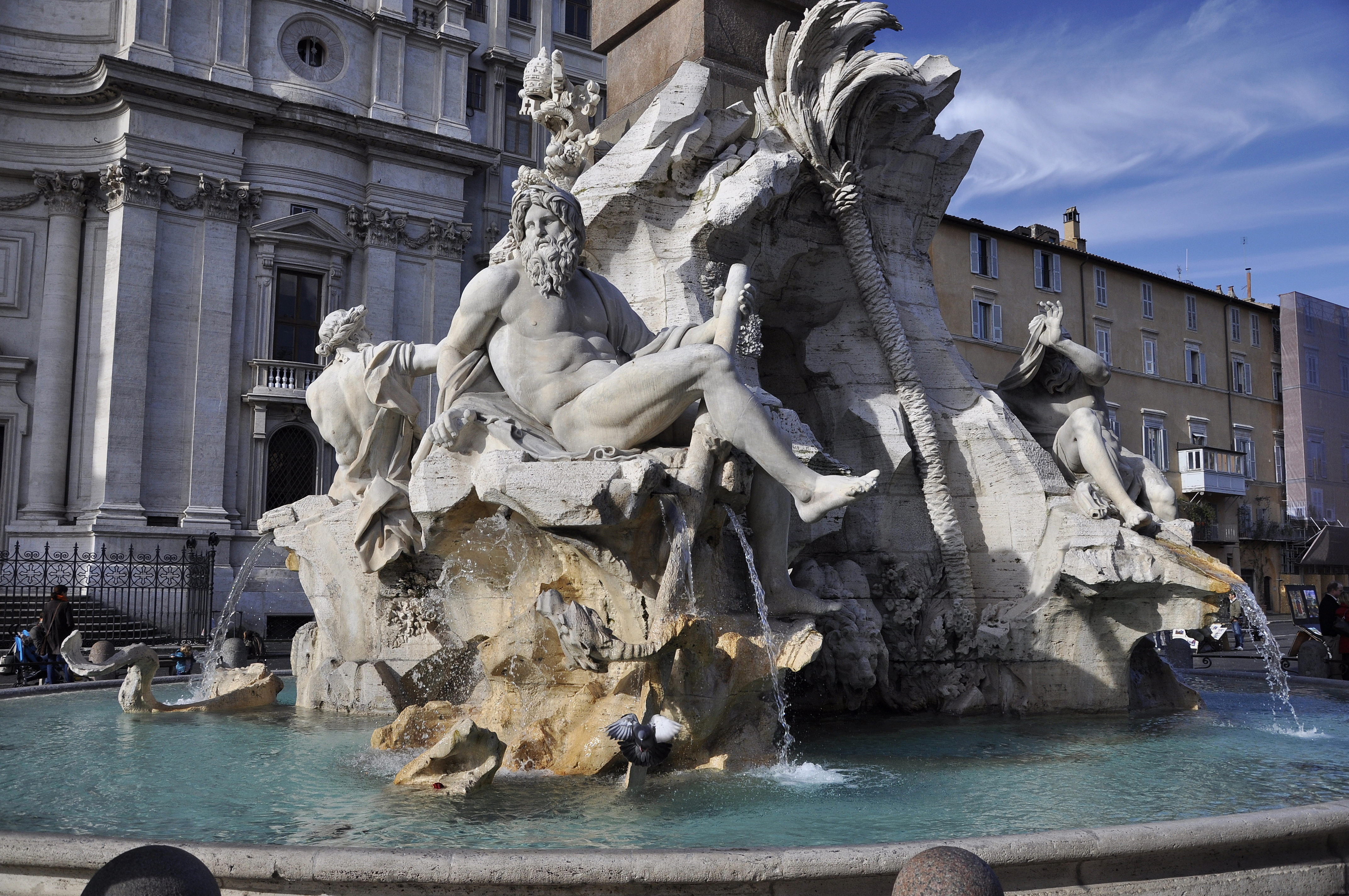
Detail van de Vierstromenfontein

De Vierstromenfontein (Italiaans: Fontana dei quattro fiumi) is een fontein in barokke stijl op het Piazza Navona te Rome, vervaardigd door Gian Lorenzo Bernini in de jaren 1648 tot 1651. De fontein is gemaakt van travertijn, een soort kalkafzetting die op marmer lijkt.

## Het ontstaan
Over het ontstaan is een anekdote bekend: in 1648 vond paus Innocentius X dat het tijd was voor een mooi monument op zijn plein. Alle kunstenaars zouden het een grote eer vinden om zo'n belangrijke fontein te ontwerpen voor een paus. De paus kon dus kiezen wie hij zou aanstellen voor deze klus. Om hem te helpen kiezen organiseerde de paus een wedstrijd. Op die manier kon Borromini bouwen aan dit kunstwerk. Het zou een minder uitbundig werk worden dan dat er nu werkelijk staat. Dat komt doordat Borromini voor de paus werkte. Bernini mocht het werk maken omdat hij ervoor zorgde dat Olymphia Maidalchini, de schoonzus van Innocentius X, een zilveren model van de fontein kreeg. Vervolgens zorgde Bernini dat zij dit aan de paus zou laten zien en het aan hem zou geven. De paus was zo onder de indruk dat hij vanaf dat moment Bernini in staat stelde de centrale fontein af te maken.

## Naamgeving
Aan de voet van de fontein ontspringen vier bronnen, alsof dit de as van de wereld betreft, een axis mundi. Hieraan heeft de fontein zijn naam te danken. De bronnen stellen vier belangrijke wereldrivieren voor. De eerste staat voor de Ganges in Azië, uitgebeeld door een riviergod die een roeispaan in zijn handen heeft, deze symboliseert de bevaarbaarheid van de Ganges. De Donau in Europa wordt uitgebeeld door een riviergod die met zijn ene hand het wapenschild van paus Innocentius X vasthoudt. Dit omdat de Donau de rivier is die het dichtst bij Rome ligt. Waarom voor de Donau gekozen is in plaats van de Tiber is te verklaren door de obelisk in het midden van de fontein. De opdrachtgever voor het maken van deze obelisk, Domitianus, heeft ooit met zijn legioen een ernstige dreiging gekend vanuit de rivier de Donau. De Nijl uit Egypte wordt uitgebeeld door een boomgod met een doek over zijn hoofd, dit omdat destijds de bron van de Nijl nog niet bekend was. En als laatste wordt de Rio de la Plata uit Zuid-Amerika uitgebeeld door een riviergod met een stapel muntstukken eromheen. Dit zou symbool staan voor bodemschatten in het gebied van de Rio de la Plata (Zuid-Amerika).
Ook over het beeld van de Rio de la Plata is een kleine anekdote bekend. De god steekt zijn hand uit en lijkt weg te duiken uit angst dat de gevel van Sant'Agnese in Agone op hem valt. Bernini zou dit gedaan hebben omdat die kerk door zijn grote rivaal Borromini is gebouwd. Dit verhaal klopt zeer waarschijnlijk niet, aangezien de fontein enkele jaren eerder gebouwd was dan de kerk.

## Obelisk
Heel duidelijk aanwezig is de Egyptische obelisk van rood graniet die in het midden van de fontein omhoog rijst. Uit de inscripties in hiërogliefen blijkt deze in het jaar 81 gemaakt is voor de Romeinse keizer Domitianus. Later is deze obelisk gebruikt in een tempel voor de Grieks-Egyptische god Serapis en later voor het Circus van Maxentius, een renbaan ten zuiden van het oude Rome bij de Via Appia. Paus Innocentius X besloot de intussen omgevallen en gebroken obelisk te hergebruiken. Op deze obelisk is zijn familiewapen aangebracht: een duif met een olijftak, die ook symbool staat voor de verspreiding van de goddelijke vrede. Verder zijn nog onder andere een palmboom, een leeuw, een slang, twee dolfijnen en een gordeldier te zien. De obelisk is 16,54 meter hoog. Het samenbrengen van architectuur en beeldhouwwerk in deze fontein was revolutionair ten opzichte van andere fonteinen in Rome uit die tijd.
Straten: Via dei Fori Imperiali · Via Nazionale · Via del Corso · Via della Conciliazione · Via Quattro Novembre · Via del Plebiscito
Stadspoorten: Porta Ardeatina · Porta Asinaria · Porta Aurelia · Porta Clausa · Porta Latina · Porta Maggiore · Porta Metronia · Porta Nomentana · Porta Pia · Porta Pinciana · Porta Portuensis · Porta Salaria · Porta San Giovanni · Porta San Pancrazio · Porta San Paolo · Porta San Sebastiano · Porta Settimiana · Porta Tiburtina · Porta del Popolo
Fonteinen in Rome: Fontana del Tritone · Fontana della Barcaccia · Trevifontein · La Fontana dei Quattro Fiumi